# Gədəbəy
Gədəbəy is een stad in Azerbeidzjan en is de hoofdplaats van het district Gədəbəy.
De stad telt 11.000 inwoners (01-01-2012).